# Alfred Pennyworth
Alfred Pennyworth är en fiktiv figur som förekommer i DC Comics. Figuren introducerades i Batman #16 (1943) och skapades av författaren Bob Kane och tecknaren Jerry Robinson.
Alfred arbetar för Bruce Wayne (Batmans civila alter ego) som dennes outtröttlige och lojala betjänt, chaufför, servitör och förtrogne. I moderna medier har han även fungerat som Bruces surrogata fadersfigur efter att dennes föräldrar blev mördade. Han är en av mycket få personer som känner till sin herres hemliga identitet som Batman, och är ett mycket betydande stöd för hans brottsbekämpning.

## Historik
I Alfreds första framträdanden är han något överviktig och renrakad. Men när 1943 års filmserie Batman släpptes hade William Austin, skådespelaren som spelade Alfred, en smal fysik och en tunn mustasch. DC-skaparna ville därefter att serieversionen av Alfred skulle se ut som hans motsvarighet i filmserien. Därmed reser Alfred till en kurort i Detective Comics #83 (1944), där han går ner i vikt och odlar mustasch. Det här utseendet har återstått hos figuren sedan dess.
Alfred var ursprungligen tänkt som en komisk figur. I de flesta tidiga berättelserna gjorde han klumpiga försök till att agera som en detektiv tillsammans med sin herre. Han fick en självständig, fyrsidig medverkan under en period som varade tretton nummer, med den sista berättelsen i Batman #36. Berättelserna visar hur Alfred på något sätt lyckas lösa brott och fånga in de skyldiga helt av en slump. Därefter började de komiska aspekterna av figuren att tonas ner.

## Fiktiv biografi

### Pre-Crisis
I sina framträdanden under Pre-Crisis (1938-1986) porträtteras Alfred som en pensionerad skådespelare och underrättelsetjänsteman, som följer sin fars, Jarvis Pennyworths, dödsbäddsönskan om att han skulle tjäna familjen Wayne. Alfred presenterar sig då för Bruce Wayne och Dick Grayson på Wayne Manor och insisterar på att bli deras tjänare. Även om duon inte behöver en, särskilt eftersom de inte vill äventyra sina hemliga identiteter med en tjänare i huset, har de inte hjärta att avvisa Alfred.
Inledningsvis upptäcker Alfred deras identiteter av misstag under en kamp mot en inbrottstjuv i Batman #16 (Alfreds första framträdande), då han råkar komma åt en knapp och öppnar en panel som leder till grottan.
Detta reviderades i Batman #110 (1957), då Alfred under sin första kväll på Wayne Manor vaknar till ett stönande och följer ljudet till den hemliga passagen till trappan som leder till grottan och möter sina arbetsgivare i deras superhjälteidentiteter. Det visar sig att såren inte är allvarliga, men Alfreds omsorg övertygar duon att deras butler är att lita på. Sedan dess ingår Alfred även som supporterande stöd för den dynamiska duon vid sidan av sina ordinarie arbetsuppgifter.

### Post-Crisis
I Post-Crisis kontinuitet har Alfred varit familjen Waynes betjänt under hela Bruces liv, och har hjälpt sin herre att etablera hans superhjältekarriär från första början. Han blev även Bruces förmyndare efter dennes föräldrars död. Alfreds historia har ändrats flera gånger under årens lopp, vilket skapar versioner av olika slag. I en sådan version hyrs Alfred bort från den brittiska kungliga familjen av Bruces föräldrar, och han praktiskt taget uppfostrade Bruce efter att de mördades.
Under tiden blev en annan version av Alfreds Post-Crisis-liv något närmre knuten till sin motsvarighet i Pre-Crisis. I den här versionen var Alfred en brittisk skådespelare som gick med på att bli familjen Waynes butler, för att hedra sin fars sista önskan. Vid den tiden börjar han arbeta för Wayne när Bruce är ett litet barn. Efter flera månader uttrycker Alfred en önskan om att sluta och återvända hem för att fortsätta sitt liv som skådespelare. Men dessa planer glöms tillfälligt när unge Bruce återvänder hem efter att ha blivit slagen av en mobbare på skolan. Alfred lär Bruce att hantera mobbare strategiskt istället för att använda rå styrka. Efter Alfreds råd lyckas Bruce ta hand om detta problem. Vid hemkomsten begär Bruce att Alfred stannar, och Alfred går med på det. Efter att Bruces föräldrar blivit mördade börjar Alfred uppfostra Bruce.
Alfred hjälper sedan Bruce att uppfostra Dick Grayson, Jason Todd och Tim Drake, som alla adopteras av Bruce Wayne och tar identiteten som Robin. Han har även nära relationer till andra medlemmar av Batklanen, inklusive Barbara Gordon och Cassandra Cain. Alfred agerar ofta som en fadersfigur till Bruce och som en farfar till Dick, Jason och Tim.
Alfred har under en tid haft en romantisk relation till doktor Leslie Thompkins, men hans förhållande med henne kom aldrig till något, särskilt efter att hon uppenbarligen låtit Stephanie Brown dö i vanvård. Han utvecklar även känslor för Tim Drakes styvmor, men det blir ingenting av det heller.
I specialnumret Batman and the Outsiders syns Alfred be om förlåtelse vid Thomas och Martha Waynes grav anbelangande Bruces skenbara död. Alfred börjar sedan uppfostra Bruces biologiske son, Damian Wayne, tillsammans med Grayson. I Batman: Battle for the Cowl etablerar Alfred Damians nya roll som Robin och assisterar honom i hans uppdrag att hitta Tim Drake. Han assisterar även Grayson i hans roll som den nye Batman.
Alfred upptäcker så småningom att den ursprunglige Batman inte dog, utan enbart försvann i tiden under en strid med Darkseid. Alfred börjar genast att söka ledtrådar om var i tiden Bruce befinner sig. Så småningom lyckas Bruce finna sin väg till nutiden, och övertar fullt ansvar som far. Alfred hjälper honom att uppfostra Damian.

### The New 52
I The New 52 (en omstart av DC Comics universum) visar det sig att Alfreds far, Jarvis, var familjen Waynes butler innan Alfred när Bruce fortfarande var ett barn. Jarvis blev utpressad av Court of Owls att sätta en fälla för den gravida Martha Wayne. Trots sin vägran lyckades Court med att orsaka en bilolycka som orsakade att barnet föddes för tidigt och så småningom dog. Jarvis försökte att säga upp sig från sina tjänster och skriva ett brev till sin son där han beskriver Wayne Manor som en förhäxad plats och att Alfred inte borde börja sin tjänst där. Men Jarvis kunde inte skicka brevet eftersom han blev mördad den natten.

## I andra medier

### Spelfilmer och TV-serier

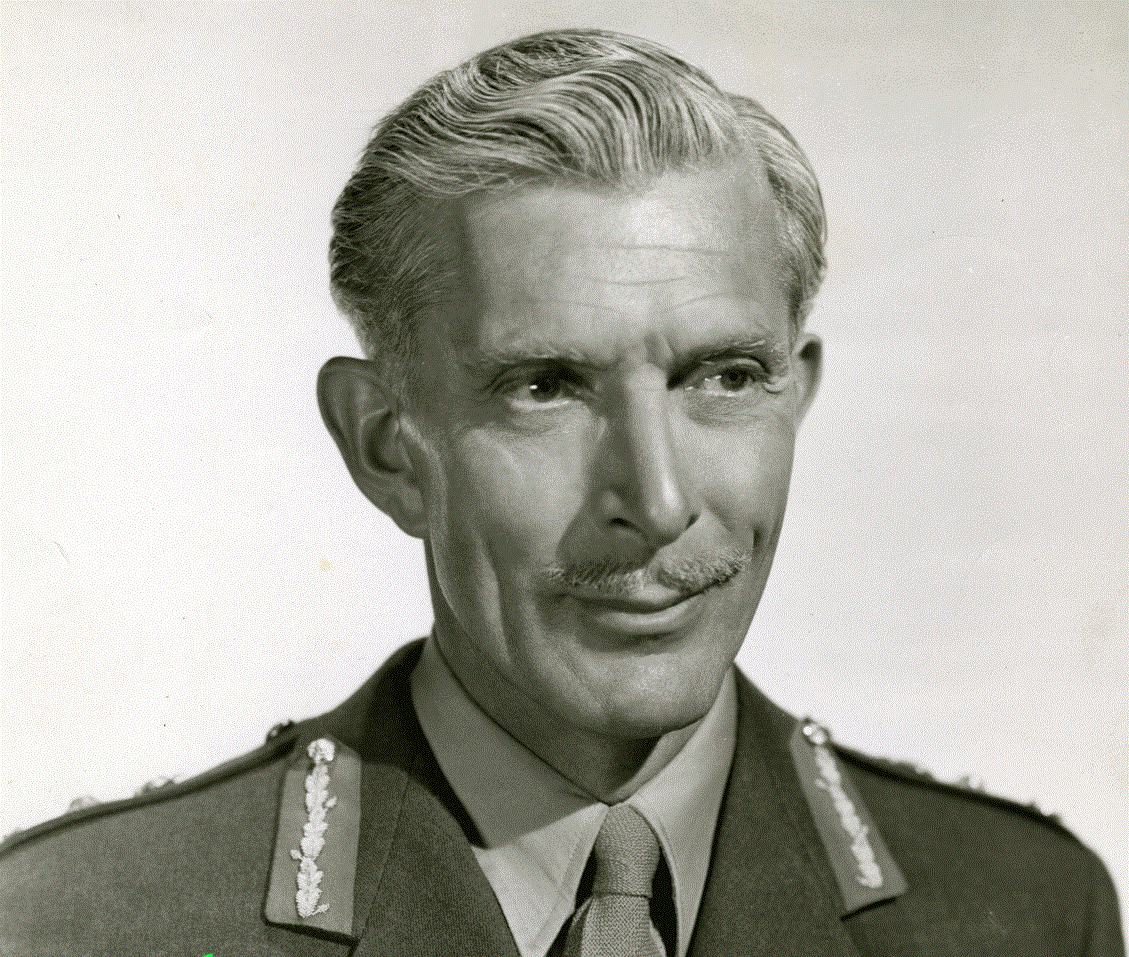
Alan Napier spelade Alfred i TV-serien Läderlappen.

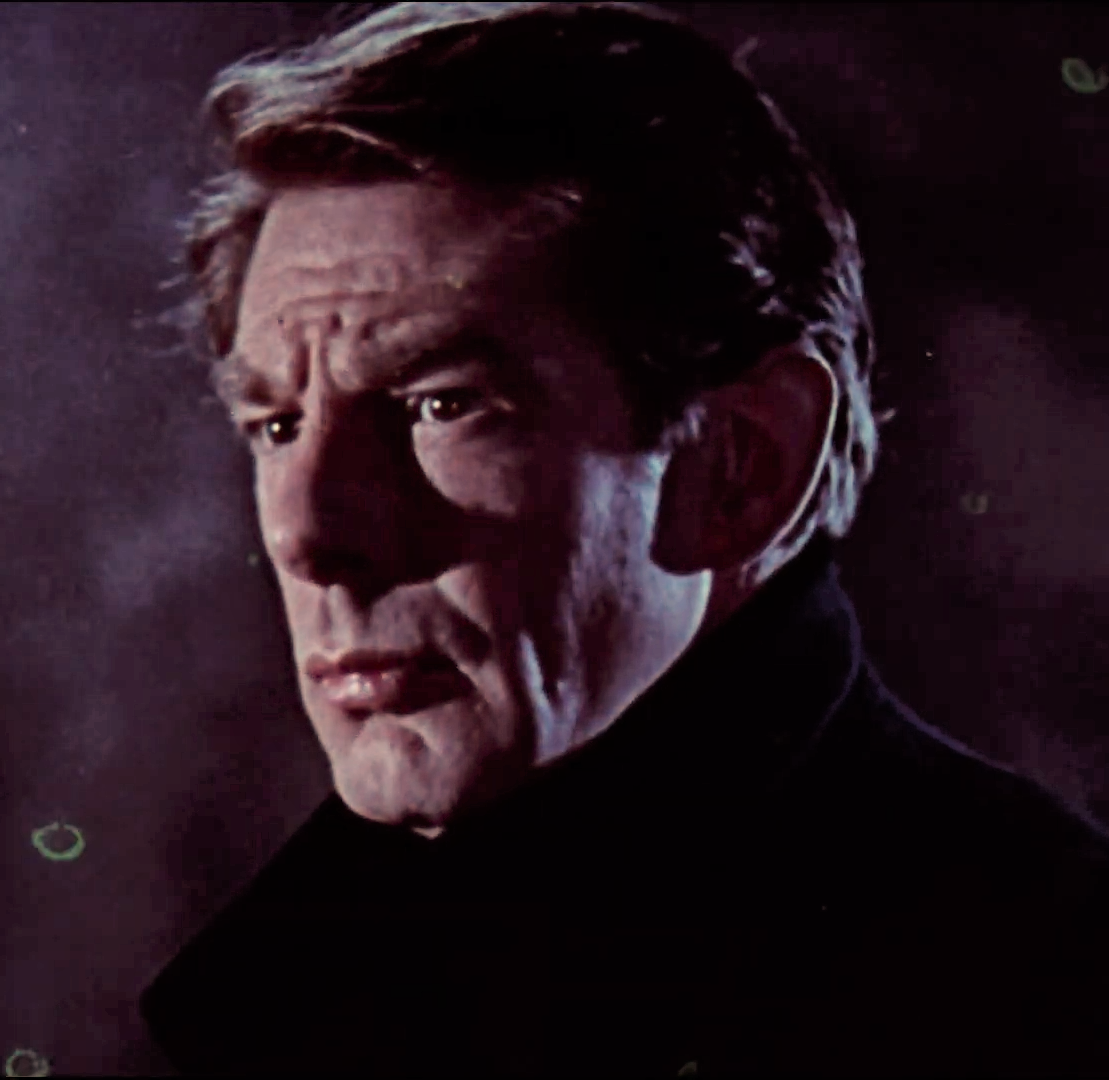
Michael Gough spelade Alfred i Tim Burton och Joel Schumachers filmer.

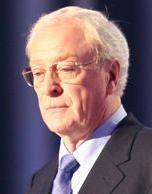
Michael Caine spelade Alfred i Christopher Nolans filmatiseringar.

- William Austin spelade Alfred i 1943 års filmserie Batman. Austins utseende influerade figurens fysiska förändring i serietidningarna.

- Eric Wilton spelade Alfred i 1949 års filmserie Batman and Robin.

- Alan Napier spelade Alfred i 1966 års TV-serie Läderlappen, liksom i långfilmen som bygger på TV-serien. Efternamnet Pennyworth används dock aldrig.

- Michael Gough spelade Alfred i Tim Burtons/Joel Schumachers filmer Batman, Batman Returns, Batman Forever och Batman & Robin. I den fjärde filmen nämns det att Alfred är morbror till Barbara (som i filmen heter Wilson i efternamn istället för Gordon), vilket han endast är i denna version, och att Barbaras föräldrar är döda sedan en tid tillbaka. I resterande versioner är Barbara dotter till polischef Gordon och är inte släkt med Alfred. Alfred har för övrigt ursprungligen inga kända levande släktingar.

- Ian Abercrombie spelade Alfred i den kortvariga TV-serien Gothams änglar.

- Michael Caine spelade Alfred i Christopher Nolans filmer Batman Begins, The Dark Knight och The Dark Knight Rises.

- Sean Pertwee spelar en yngre version av Alfred i TV-serien Gotham. Likt sin Earth One-version porträtteras han som en före detta marinsoldat.

- Jeremy Irons spelar Alfred i filmerna Batman v Superman: Dawn of Justice och Justice League.[2]

- Douglas Hodge spelar en yngre version av Alfred i filmen Joker.

### Endast röst
- Olan Soule gjorde Alfreds röst i The Adventures of Batman.

- William Callaway gjorde Alfreds röst i Challenge of the Super Friends. Han medverkar dock endast i avsnittet "Wanted: The Superfriends".

- Andre Stojka gjorde Alfreds röst i The Super Powers Team: Galactic Guardians.

- Clive Revill gjorde rösten till Alfred i de tre första avsnitten av Batman: The Animated Series. Han tvingades dock avgå på grund av ett tidigare åtagande. Efrem Zimbalist, Jr. gjorde därefter rösten till honom under resten av serien, samt i andra TV-serier och filmer i DC Animated Universe. I den svenska dubbningen av Batman: The Animated Series spelades figuren av Andreas Nilsson.

- Alastair Duncan gjorde Alfreds röst i The Batman och The Batman vs Dracula.

- Michael Caine, som spelade Alfred i Christopher Nolans filmer, gjorde även Alfreds röst i TV-spelet Batman Begins.

- Keith Ferguson gjorde Alfreds röst i TV-spelet Lego Batman: The Videogame.

- James Garrett gjorde Alfreds röst i Batman: Den tappre och modige.

- David McCallum gjorde Alfreds röst i Batman: Gotham Knight.

- Alan Oppenheimer gjorde Alfreds röst i Superman/Batman: Public Enemies.

- Jeff Bennett gjorde Alfreds röst i Young Justice och Batman: Year One.

- Jim Piddock gjorde Alfreds röst i Batman: Under the Red Hood.

- Robin Atkin Downes gjorde Alfreds röst i Justice League: Doom.

- Martin Jarvis gjorde Alfreds röst i Batman: Arkham City och Batman: Arkham Origins.

- Michael Jackson gjorde Alfreds röst i Batman: The Dark Knight Returns, del 1 och 2.

- Steven Blum gjorde Alfreds röst i Lego Batman 2: DC Super Heroes.
- Ralph Fiennes gjorde Alfreds röst i The Lego Batman Movie.